# 계명대역
계명대역(Keimyung University station, 啓明大驛)은 대한민국 대구광역시 달서구 신당동 신당네거리에 있는 대구 도시철도 2호선의 전철역이다.

## 특징
신당네거리에 역이 있으며, 인근에 계명대학교 성서캠퍼스가 소재하여 계명대역이라는 역명이 부여되었다. 대구권 4년제 대학교 중 대구교육대학교에 이어 2번째로 지하철이 연계되었다. 계명대학교의 정문은 이 역의 1번 출구에서 약 365m로 거리가 있는 편이기 때문에, 사람만 드나들 수 있는 입구가 이 역의 7번 출구에서 약 60m밖에 떨어져 있지 않으며, 이곳을 통해 더 편리하게 접근할 수 있다.

## 역명의 유래
인근에 있는 계명대학교 성서캠퍼스에서 유래되었다.

## 역 구조
2면 2선의 상대식 승강장이 있는 지하 역이다. 출구는 7개가 설치되어 있고, 모두 신당동에 소재하고 있다. 스크린도어가 설치되어 있다.
개찰구가 서로 분리되어 있어서 반대편 승강장으로 횡단할 수 없으며, 2호선의 상대식 역들 중 강창역과 함께 단 둘뿐이다.

## 역사
- 2005년 10월 18일 : 대구 도시철도 2호선 개통과 함께 영업 개시
- 2016년 9월 10일 : 스크린도어 설치

### 승강장
| 강창 ↑         |
| \| 상          |
| ↓ 성서산업단지 |

| 상행 | ● 대구 도시철도 2호선 | 강창·대실·문양 방면     |
| 하행 | ● 대구 도시철도 2호선 | 반월당·범어·영남대 방면 |

- 이 역은 반대방향으로 횡단이 불가능한 역이다.

## 역 주변
| 나가는 곳 | 방면 |
| --------- | --- |
| 1         | 신당동 계명대학교                                                                                                  |
| 2         | 은하수공원 대구파호초등학교 호산근린공원 호산고등학교 성서3차(첨단)산업단지                                        |
| 3         | 호림공원 성서산업단지(성서첨단산업단지) 우리은행 성서공단지점 이앤씨 이노비즈타워 하나은행 성서공단지점 모다아울렛 |
| 4         | 갈산공원 성서병원 성서산업단지 대구한마음병원                                                                      |
| 5         | 신당공원 신당초등학교 신당중학교 신당종합사회복지관 성서종합사회복지관 성서주공1단지 성서주공3단지                 |
| 6         | 농협 성서농협신당동지점 성서종합시장 새마을금고 성서새마을금고 본점 한국방송통신대학교 대구경북지역대학            |
| 7         | 계명대학교 대학원 IM뱅크 계명대지점 계명문화대학 계명아트센터                                                      |

## 승차량 변동
역 인근에 계명대학교 성서캠퍼스도 있고, 주변 유동인구가 많아서 이용객이 많은 편이다. 현재 2호선의 역들 중 다섯 번째로 이용객이 많다.
| 노선  | 승차 인원 | 승차 인원 | 승차 인원 | 승차 인원 | 승차 인원 | 승차 인원 | 승차 인원 | 승차 인원 | 승차 인원 | 승차 인원 | 승차 인원 | 승차 인원 | 승차 인원 | 주석 |
| 노선  | 2005년    | 2006년    | 2007년    | 2008년    | 2009년    | 2010년    | 2011년    | 2012년    | 2013년    | 2014년    | 2015년    | 2016년    | 2017년    | 주석 |
| ----- | --------- | --------- | --------- | --------- | --------- | --------- | --------- | --------- | --------- | --------- | --------- | --------- | --------- | ---- |
| 2호선 | 6,615     | 7,091     | 6,971     | 7,216     | 7,265     | 7,769     | 7,897     | 8,234     | 8,399     | 8,500     | 8,347     | 8,248     |           |      |

## 인접한 역
| 대구 도시철도 2호선 | 대구 도시철도 2호선   | 대구 도시철도 2호선          |
| ------------------- | --------------------- | ---------------------------- |
| 219 강창 문양 방면  | ● 대구 도시철도 2호선 | 221 성서산업단지 영남대 방면 |

## 같이 보기
- 계명대학교